# 陈克天
陈克天（1916年—2011年3月28日），男，江苏建湖人，中华人民共和国政治人物，曾任江苏省革命委员会副主任，江苏省人民政府副省长，第五届全国人大代表。
1981年9月，江苏省组建了京杭运河续建工程指挥部，由副省长周一峰兼任指挥，交通厅厅长周赤民任常务副指挥，1983年改由陈克天任指挥，唐如浴、杨大年、吴连彩、周志萱为副指挥。